# 高铼酸亚铊
高铼酸亚铊是一种无机化合物，化学式为TlReO4。

## 制备
高铼酸亚铊可以由硫酸亚铊和高铼酸钾溶液反应得到。